# Nid de gentilhomme
Pour les articles homonymes, voir Un nid de gentilshommes.

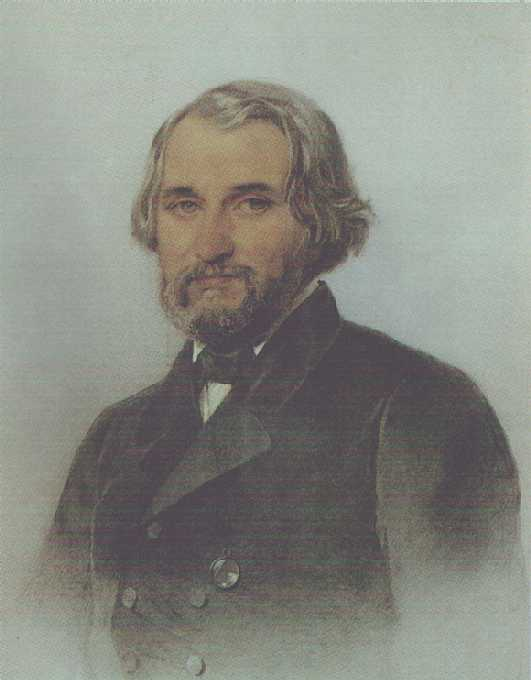
Portrait of Ivan Tourgueniev par Arkady Nikitin

Nid de gentilhomme (Дворянское гнездо) est un roman de l'écrivain russe Ivan Tourgueniev publié en 1859 et que l'auteur rédigea dans son domaine de Spasskoïe-Loutovinovo.

## Résumé
Une petite ville de province, nous sommes chez les Kalitine, chaque jour ou presque se réunissent les protagonistes de l’histoire, Marie Dmitrievna la mère est veuve, la cinquantaine, Marthe la tante plus de 70 ans, Gedéonovski un ami de la famille qui court peut-être un peu derrière Marie, Lise la fille 19 ans, Panchkine un jeune fonctionnaire orgueilleux, plein d’avenir et qui est amoureux de Lise, Lemm un musicien allemand, pauvre, il approche de 60 ans. L’auteur décrit longuement la vie de chacun, tableau sans concessions de la petite bourgeoisie russe.
Arrive un homme qui a quitté la région depuis longtemps, Théodore Lavretski ; il a 35 ans et l’auteur fait un long aparté sur son histoire, élevé par un père misanthrope. Il découvre la vie à 25 ans à la mort de celui-ci. Il tombe amoureux et se marie rapidement avec une femme qui cherche d’abord à se faire une place dans la société. Ils partent en voyage, il est heureux jusqu’au jour où il découvre qu’elle le trompe avec un artiste français. Il la quitte immédiatement et l’histoire commence à son retour.
On suit Panchkine qui demande la main de Lise avec la bénédiction de Marie Dmitrievna, celle-ci hésite, Lavretski la conjure de faire un mariage d’amour, il apprend par un journal la mort de sa femme et du coup se sent libre. Il tombe amoureux de Lise et de son côté à elle, on sent qu’elle est attirée par lui. Ce, au détriment de Panchkine. 
La femme de Lavretski, Barbe Pavlovna, revient avec leur fille qu’il n’avait jamais vue, elle veut se faire pardonner. On voit la manipulatrice. Lise annonce à Panchkine qu’elle ne l’épousera pas.
Lavretski envoie sa femme vivre dans une autre demeure. Il est trop tendre, il sera malheureux toute sa vie. Avant de partir, Barbe Pavlovna rend visite aux Kalitine et fait la connaissance de Lise. Les amoureux se revoient une dernière fois. Lise lui demande de se réconcilier avec sa femme et elle repartira sans faire de scandale. Les apparences seront sauvegardées. C’est le fatalisme russe : personne ne veut aller contre ce que chacun estime être la volonté de Dieu.
Huit ans ont passé, Barbe Pavlovna habite Paris avec l’argent de son mari. Marie Dmitrievna est morte depuis deux ans ainsi que sa tante Marthe. Lavretski revient dans la maison de Marie en pèlerinage revoir les lieux des brefs instants de bonheur de sa vie.

## Liste des personnages
- Marie Dmitrievna Kalitine, veuve dans la cinquantaine
- Lise Kalitine, sa fille de dix-neuf ans
- Marthe, tante des Kalitine, âgée de plus de soixante-dix ans
- Gedéonovski, soupirant de Marthe
- Panchkine, jeune fonctionnaire
- Théodore Lavretski, trente-cinq ans
- Barbe Pavlovna, épouse de ce dernier
- Lemm, musicien allemand de près de soixante ans

## Éditions françaises
- Une nichée de gentilshommes, traduit par le comte Sollohoub et Alphonse de Calonne, Paris, Dentu, 1862
- Un nid de seigneurs, traduit par E.-M. de Vogué, Paris, H. Gautier, « Nouvelle Bibliothèque populaire », 1892
- Un nid de gentilshommes, traduit par M. Lichnevski, Paris, Payot, 1927
- Un nid de gentilshommes, traduit par R. Rotov, Moscou, Éditions en langues étrangères, 1947
- Nid de gentilhomme, traduit par Françoise Flamant, dans Romans et nouvelles complets, Paris, Éditions Gallimard, « Bibliothèque de la Pléiade », 1982  (ISBN 2 07 011022 2)

## Adaptations cinématographiques
- 1915 : Un nid de gentilshommes, film muet russe réalisé par Vladimir Gardin, avec Olga Preobrazhenskaya
- 1969 : Un nid de gentilshommes (Dvorianskoïe gnezdo), film soviétique réalisé par Andreï Kontchalovski, avec Irina Kupchenko, Leonid Koulaguine et Nikita Mikhalkov